# Saab 9-7X
Le Saab 9-7X est un SUV réservé au marché nord américain, fabriqué aux États-Unis sur base du Chevrolet TrailBlazer pour le constructeur automobile Saab entre 2005 et 2008.
Soucieux d’élargir rapidement la gamme Saab aux États-Unis, qui bénéficie encore de l’aura d’un constructeur aux qualités européennes, GM imagine l’introduction d’un tout-terrain de prestige sur un marché des SUV de taille moyenne encore dynamique. Dans l’urgence le choix se portera sur l’assemblage d’un véhicule déjà existant, à partir de la plate-forme GMT360 qui équipe déjà entre autres le GMC Envoy, le Chevrolet TrailBlazer, le Buick Rainier, l’Oldsmobile Bravada et l'Isuzu Ascender. Le 9-7X constitue la première Saab construite sur le territoire nord américain, précisément à Moraine dans l’Ohio.

## Conception

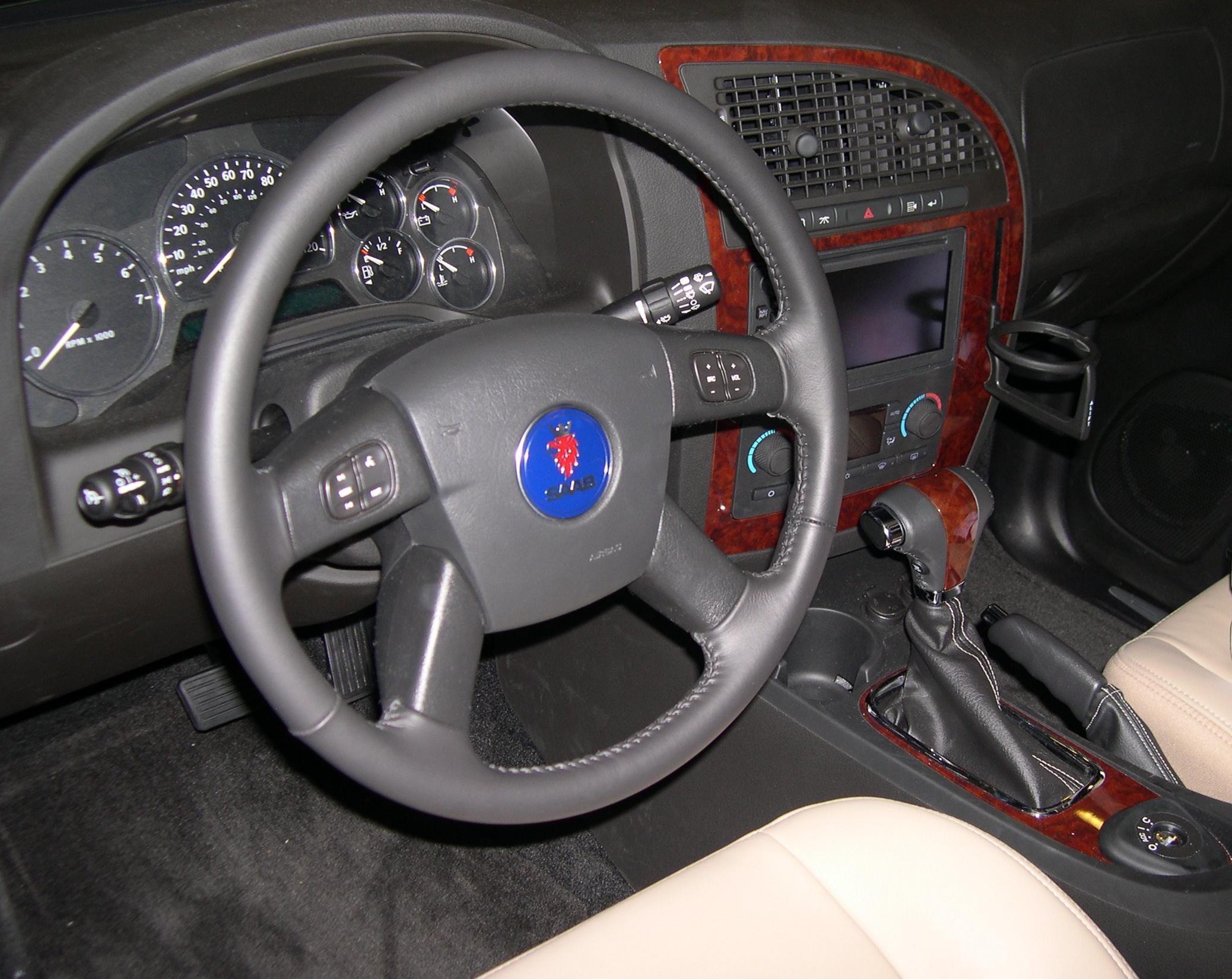
Intérieur 2006

Dès sa commercialisation, le 9-7X reçoit le surnom plus ou moins ironique de TrollBlazer, en raison de sa très forte ressemblance avec le TrailBlazer. Mais sa ligne tient plus de l’antique Bravada, auquel il doit succéder, et son châssis se voit profondément revu et corrigé. Le projet fut conduit par Lars Falk en coopération avec les designers John E. Zelenak pour l’intérieur et Rohan Saparamdu pour l’extérieur.
Si la structure de carrosserie découle directement du Bravada, les éléments esthétiques d’habillage sont conçus spécifiquement par le design Saab, comme les pare-chocs, le capot, les ailes, les feux avant et arrière, la calandre et les barres de toit.
L’aménagement intérieur respecte plus ou moins les normes Saab, et si l’on retrouve quelques éléments propres à l'esprit de Trollhättan avec la clef de contact entre les deux sièges avant, il manque certains signes d’identification typiques comme la fonction « night panel » et le dispositif d’appui-tête actif SAHR.
Au niveau mécanique, le 9-7X reste le seul véhicule de base GMT360 à offrir une transmission intégrale, contrairement à ses cousins qui restent en mode propulsion. Conservant le châssis à structure en échelle et l'essieu arrière rigide, les principales modifications du châssis portent sur un abaissement de 25 mm de la hauteur de caisse, la suspension qui adopte des amortisseurs spécifiques et devient pneumatique à l’arrière, la direction qui gagne en précision et le freinage qui dispose de quatre larges disques ventilés à double pistons.
En dépit de ces modifications qui le distinguent de ses cousins, le véhicule rompt avec l'image dynamique Saab. Sa masse imposante nécessitera l'apport d'un puissant V8 de 6.0 litres, dans sa version Aero, pour enfin offrir une prestation digne de son emblème ; ce bloc de 390 ch lui permet en effet d'effacer le 0 à 100 km/h en moins de 6 secondes.

## Motorisations
Les trois motorisations, essence ou GPL, correspondent aux trois finitions respectives Linear, Arc et Aero.
- 4.2i 285 ch (213 kW), 6 cyl. en ligne - GM Atlas LL8
- 5.3i 300 ch (224 kW), V8 - GM Vortec LH6
- 6.0i 390 ch (291 kW), V8 - GM Small-Block LS2

## Finitions
- Linear
- Arc
- Aero

## Ventes aux États-Unis
| Année         | Ventes | Variation            |
| ------------- | ------ | -------------------- |
| 2005          | 2 272  |                      |
| 2006          | 5 789  | +154,8 %             |
| 2007          | 5 257  | −9,2 %               |
| 2008          | 3 660  | −30,4 %              |
| 2009          | 2 218  | −39,4 %              |
| 2010 (1 mois) | 17     | −94,9 % (sur 1 mois) |
| Total         | 19 213 |                      |